# ظنبوبيات
ظُنْبُوبِيَّات أو الحشرات ذات الذنب الشعري (الاسم العلمي: Machilidae)، فصيلة حشرات من رتبة عتيقات الفك. هناك حوالي 250 نوعًا موصوفًا في جميع أنحاء العالم. وهي حشرات غير مجنحة.

## معرض صور

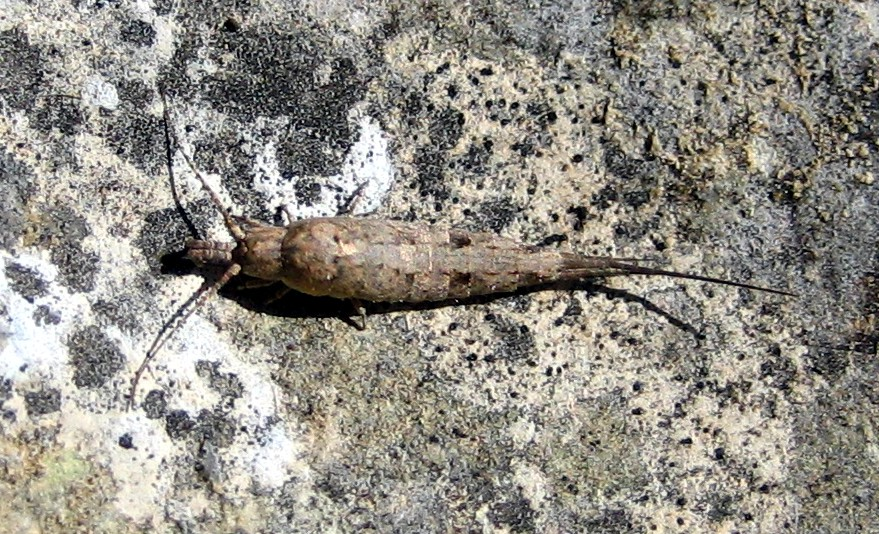
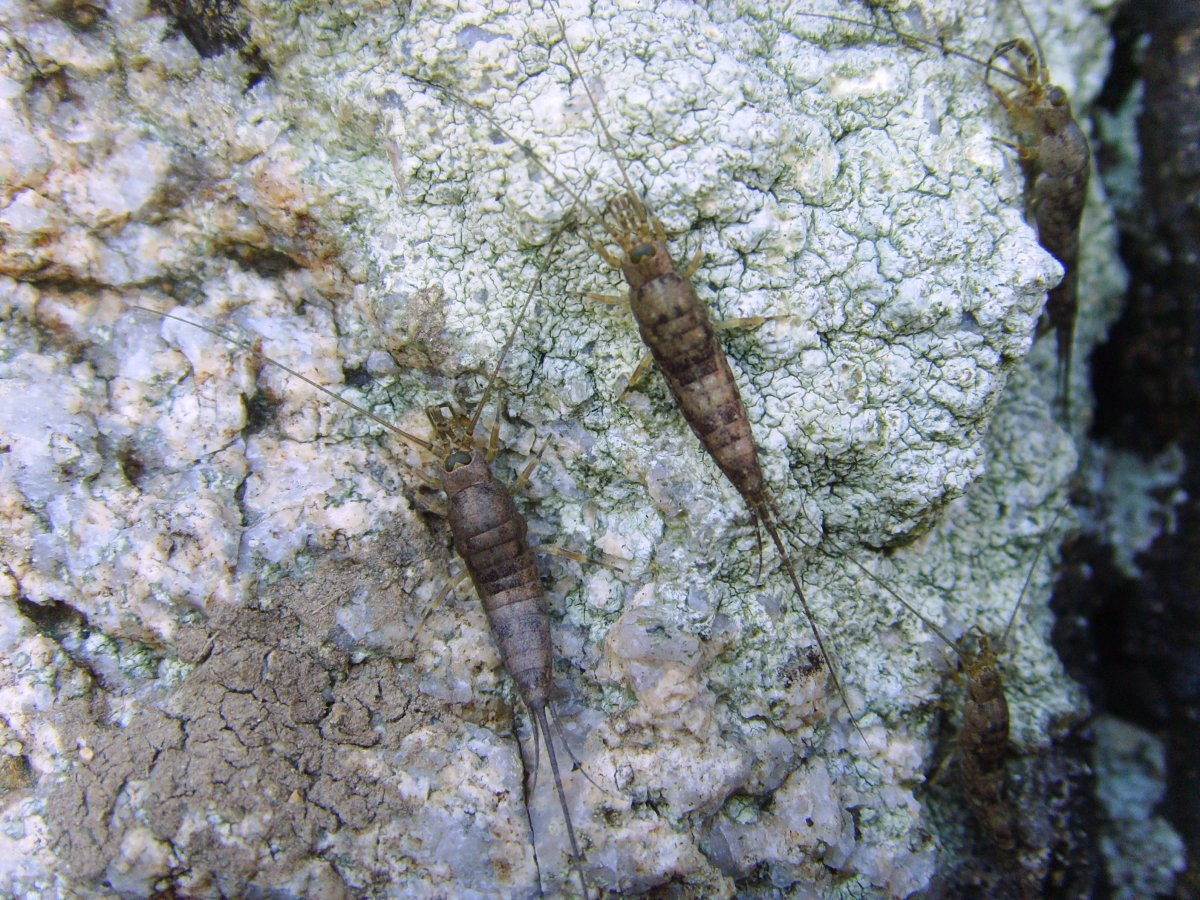
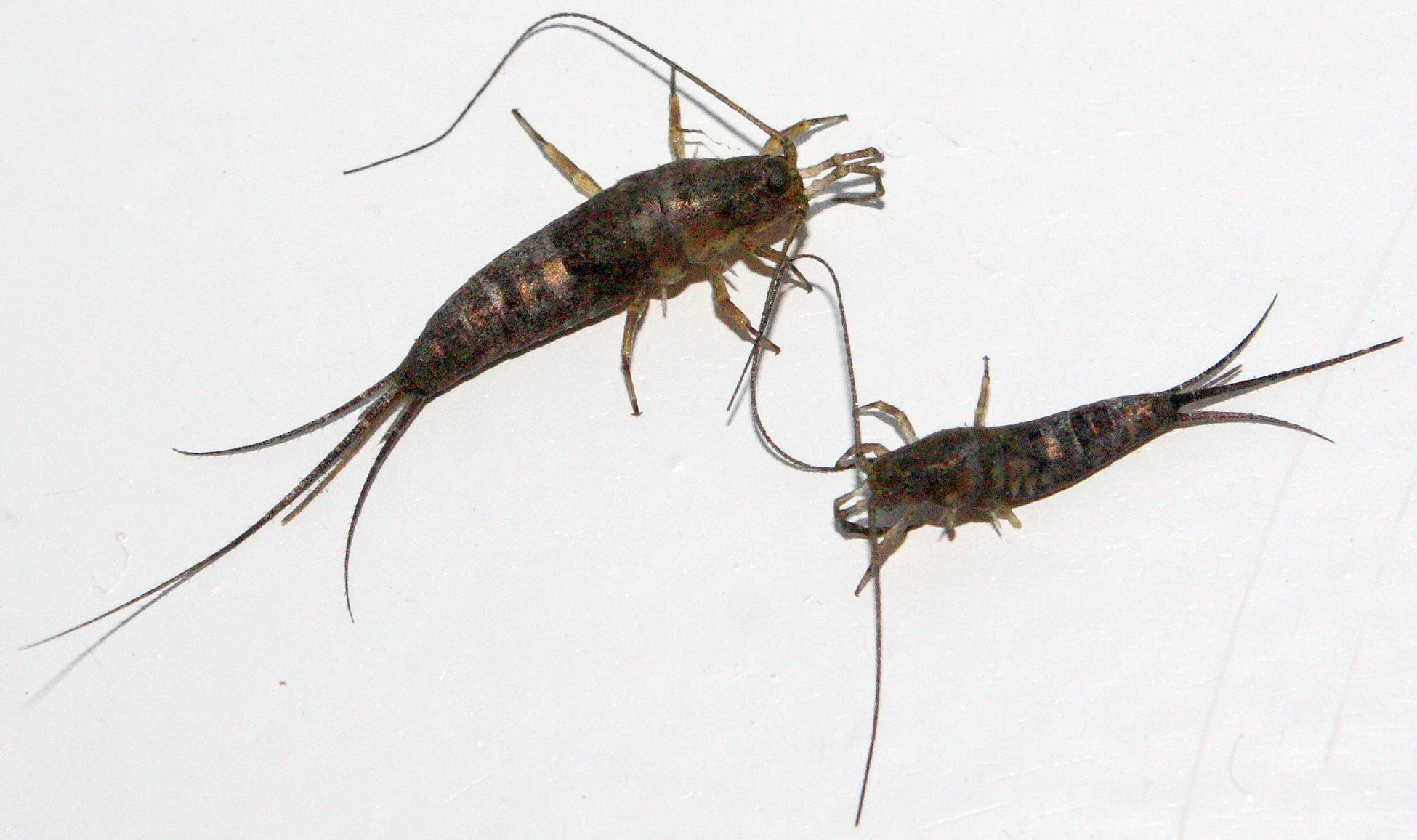
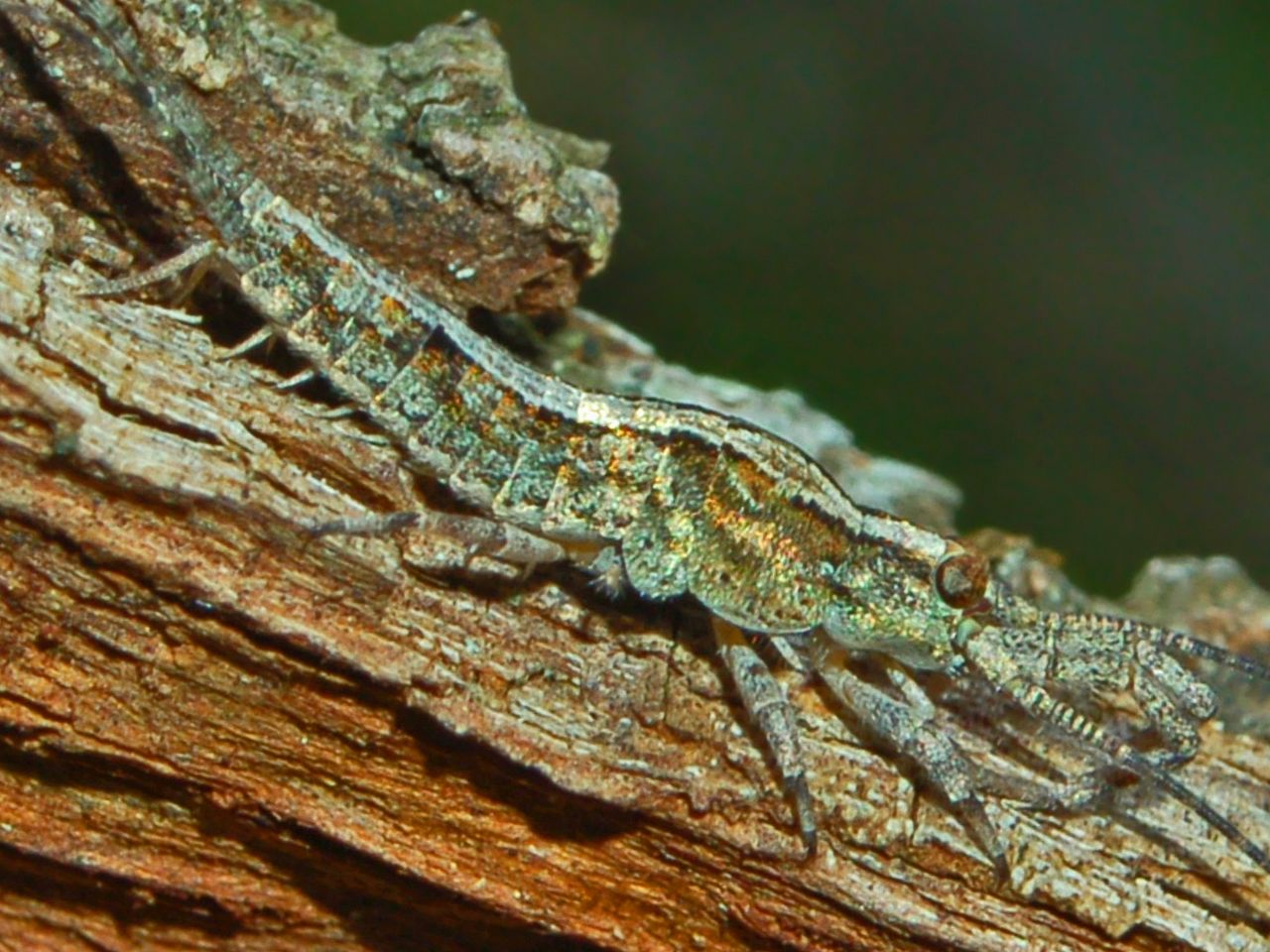